# Carl Cloutier
Pour les articles homonymes, voir Cloutier.
 (novembre 2024).
Si vous disposez d'ouvrages ou d'articles de référence ou si vous connaissez des sites web de qualité traitant du thème abordé ici, merci de compléter l'article en donnant les références utiles à sa vérifiabilité et en les liant à la section « Notes et références ».
Carl Cloutier est un magicien québécois

## Spécialité
Carl Cloutier est un spécialiste du sleeving (escamotage-récupération aux manches) et du topit (escamotage-récupération au pan intérieur de veste). 

## Distinction
Il a été champion du monde en 1994 de close-up à la FISM (Fédération internationale des sociétés magiques).

## Filmographie
- Expert Topiting Made Easy by Carl Cloutier
- Expert  Sleeving Made Easy
- Bill in kiwi
- Lapping It Up
- Live From London par A-1 Magical Media
- the third wave